# Hanu (bou)
La raça hanu (coreà: 한우(韓牛)), també coneguda com o nativa coreana, és una raça de bestiar boví autòctona de Corea. Antigament s'usava com a animal de tir, però aquest ús ha desaparegut gairebé per complet. Actualment es crien principalment per la seva carn. És una de les quatre races autòctones coreanes; les altres tres són: txikso, heugu i jeju negre.

## Història
Aquest animal va ser usada inicialment com a animal de tir i no fou fins a l'expansió de l'economia sud-coreana durant la dècada de 1960 que es va començar a produir per la seva carn. Actualment la seva carn és considerada exclusiva.
La carn està catalogada per la FAO com sense risc (any 2007). L'any 2003 la seva població es va censar en 1.240.000, mentre que onze anys més tard, el 2014, aquesta era de 2.670.000 caps de bestiar.
Alguns estudis publicats el 2001 van suggerir que podria ser un híbrid entre bestiar taurí i bestiar indicus. Un estudi de l'ADN mitocondrial publicat al 2010, va trobar una estreta relació amb les races taurines holstein i wagyu, i clares diferències amb l'indicus nellore i el zwergzebu. L'any 2014, l'anàlisi del polimorfisme d'un nucleòtid va concloure que el bestiar coreà es va formar d'un grup diferent amb la raça yanbian e la Xina, independentment de les races europees i distants del grup indicus.

## Característiques
És una raça petita, amb un pelatge de color marró i en la qual tots dos sexes presenten banyes. Les vaques presenten molt bones qualitats maternes, però la seva producció de llet és baixa, amb poc més de 400 litres per cada lactància de 170 dies. Els animals són alimentats amb palla d'arròs com a font principal de farratge. Des del 2009 es coneix una variant d'hanu blanc que, amb prop de 14 caps de bestiar el 2014, es va classificar com a raça independent.

## Usos
Malgrat el seu preu elevat, la seva carn és possiblement preferida en la cuina coreana que les carns importades de preus menors. Possiblement perquè la primera és considerada més fresca i de millor qualitat. Segons alguns autors, la carn hanu és considerada com a carn bovina de primera qualitat degut al seu gran sabor i la seva consistència desitjada. Com que els coreans consideren la carn de hanu com una icona cultural i una de les millors carns del món que és emprada en aliments tradicionals, plats nadalencs populars o com a present en dates remarcables.

## Galeria

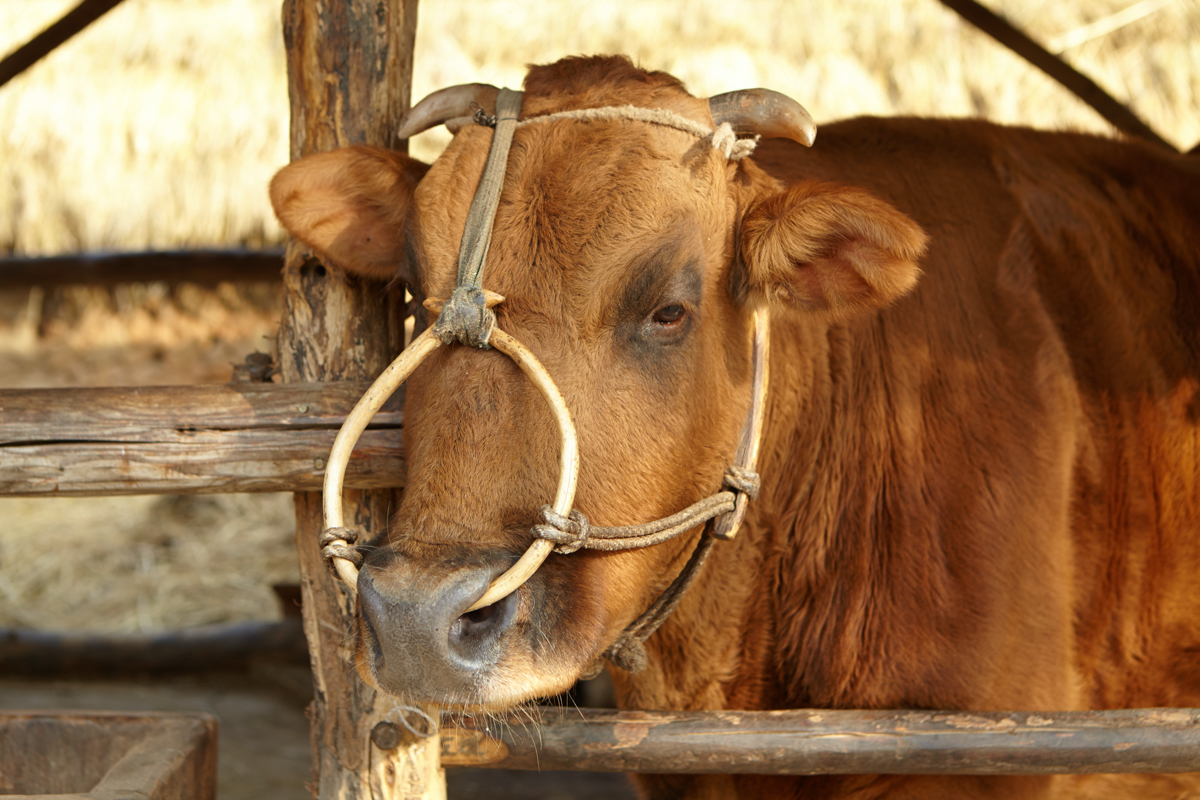
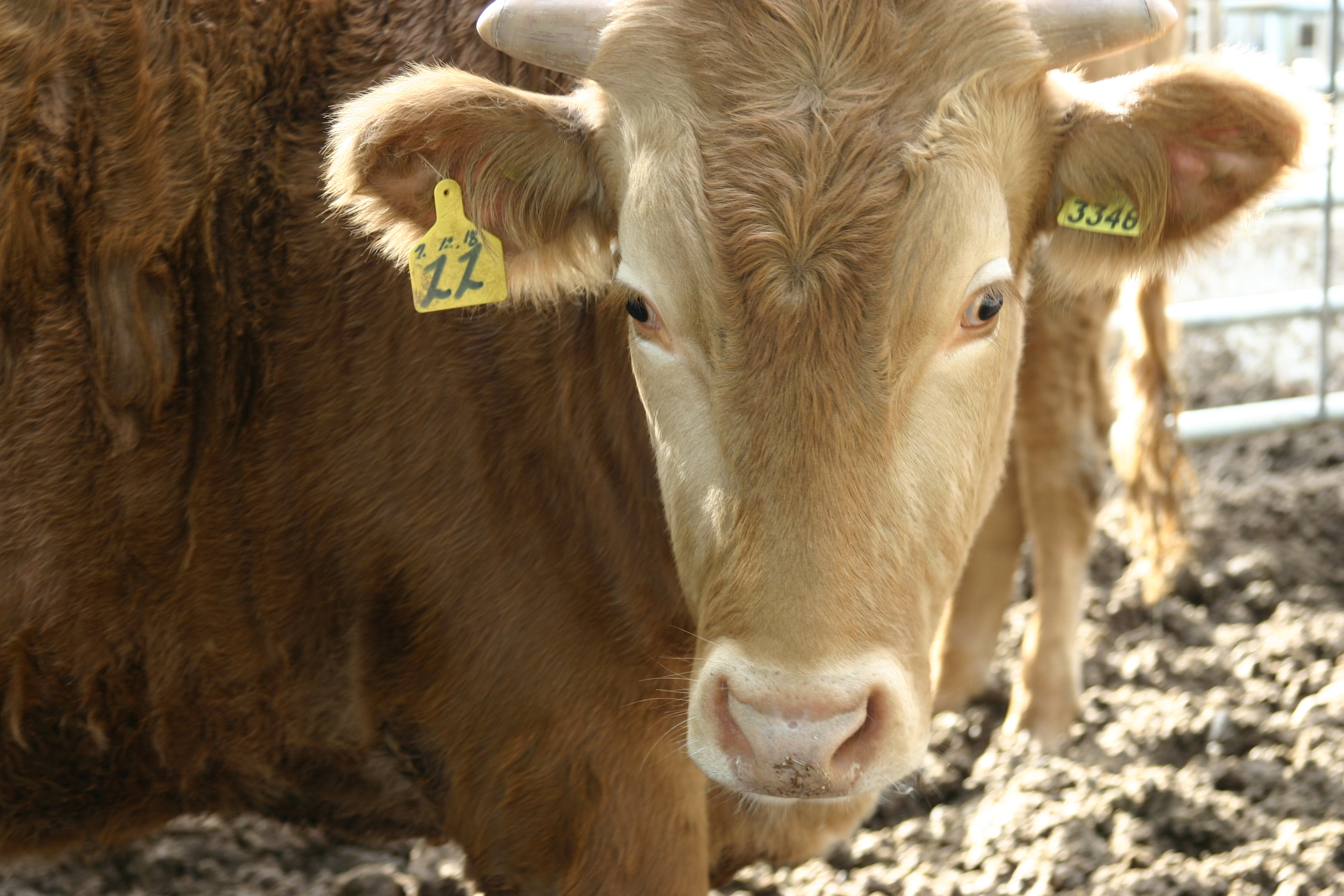